# Livonia Sueca
Livonia Sueca fue un dominio del Imperio sueco entre 1629 hasta 1721. El territorio estaba emplazado en la actual Letonia, limitando por la parte norte con la actual Estonia y la isla de Ösel; al este con el Imperio ruso y al sur con la Mancomunidad polaco-lituana y con el Ducado de Curlandia.
La zona fue conquistada en 1621, cuando su capital, Riga, ya estaba en manos suecas al igual que otras partes de Livonia desde antes de las Guerras del Norte, pasando a formar parte del Imperio Sueco tras el Tratado de Oliva en 1660. El territorio fue a su vez conquistado por el Imperio ruso durante la Gran Guerra del Norte, siendo formalmente cedida a Rusia en el Tratado de Nystad en 1721, junto con la Estonia Sueca y la Ingria Sueca.

## Gobernadores generales
- Jacob De la Gardie (1622-28)
- Gustaf Horn (1628-29)
- Johan Skytte (1629-33)
- Nils Assersson Mannersköld (1633-34)
- Bengt Oxenstierna (1634-43)
- Herman Wrangel (1643)
- Erik Eriksson Ryning (1644)
- Gabriel Bengtsson Oxenstierna (1645-47)
- Magnus Gabriel De la Gardie (1649-51)
- Gustaf Horn (1652-53)
- Magnus Gabriel De la Gardie (1655-57)
- Axel Lillie (1661)
- Bengt Oxenstierna (1662-65)
- Clas Åkesson Tott (el joven) (1665-71)
- Fabian von Fersen (1671-74)
- Krister Klasson Horn (1674-86)
- Jacob Johan Hastfer (1687-95)
- Erik Dahlbergh (1696-1702)
- Carlos Gustavo Wrangel  (1702-06)
- Adam Ludwig Lewenhaupt (1706-09)
- Henrik Otto Albedyll (1709)
- Niels Jonsson Stromberg af Clastorp (1709-10)